# Orquestra Pau Casals
Das Orquestra Pau Casals (OPC) war ein von Pau Casals in Barcelona gegründetes und geleitetes Sinfonieorchester. Das Orchester arbeitete von 1920 bis 1936 in Barcelona. Es brachte in diesen Jahren zahlreiche Werke des klassischen und zeitgenössischen Musikrepertoires im Palau de la Música Catalana von Barcelona zur Aufführung. Das Orchester entwickelte sich in den 17 Jahren seines Bestehens in künstlerischer Hinsicht zu einem der führenden Klangkörper in Europa.

## Plan
Im Jahr 1919 hatte Pau Casals die Idee, ein Spitzenorchester in Barcelona ins Leben zu rufen, das sowohl das klassische Repertoire wie auch die zeitgenössische Musik auf höchstem Niveau in der Stadt aufführen konnte, ähnlich denjenigen Orchestern, die er bei seinen Konzerttourneen als Solist in den Vereinigten Staaten kennengelernt hatte. Dieses Orchester sollte gleichzeitig die besten Solisten der Welt in die Stadt ziehen. Casals war als Musiker selbst auf das Musikleben seiner Heimat angewiesen und wollte dieses im Niveau deutlich heben. Ein erster Ansatz zur Verbesserung der Situation mit dem Orquestra Simfònica de Barcelona scheiterte wegen dessen Unterfinanzierung sowie der mangelnden Organisation und Arbeitsmethodik.

## Gründung
Pau Casals gründete 1920 unter anderem mit den Geigern Enric Casals, Enric Ainaud und dem Cellisten Bonaventura Dini das neue Orchester. Er rief gleichzeitig ein Kuratorium unter der Leitung von Josep Soldevila ins Leben, das unter anderem finanzielle Belange regelte. Der Graf von Labern, Carles Vidal-Quadras, Francesc Cambó, Claudi Sabadell, Jeroni de Moragues, Lluís Guarro und Felip Capdevila ergänzten dieses Leitungsgremium. Das Orchester kam von Beginn an ohne öffentliche Zuschüsse und Finanzierungen aus. Casals stellte dem Orchester Geld aus seiner Arbeit als Musiker zur Verfügung und nahm für seine künstlerische Leitungsaufgabe keinen Lohn. Auch die Mitglieder des Kuratoriums traten finanziell für das Orchester ein und erhielten dafür im Gegenzug jährlich ein Konzert unter der Leitung von Casals.
Casals stellte 88 Musiker ein, 66 von diesen gehörten gleichzeitig dem Orquestra Simfònica del Gran Teatre del Liceu an. Er bezahlte die Musiker alle gleich und begann direkt mit „harter Orchesterarbeit“, die auch Aspekte wie das Stimmen der Instrumente umfasste. Diese seriöse Orchesterarbeit war in den damaligen Barceloneser Orchestern unüblich. Als Leiter in dieser Anfangsphase schaffte es Pau Casals, unter den Musikern ein Klima der Leidenschaft zu schaffen, in dem sich jeder dem gemeinsamen Anliegen hingab und für seinen Beitrag Verantwortung übernahm. Joaquim Pena wurde der Generalsekretär des Orchesters. Am 13. Oktober 1920 gab das Orchester sein erstes Konzert im Palau de la Música Catalana. Auf dem Programm standen Werke von Johann Sebastian Bach, Ludwig van Beethoven, Maurice Ravel und Franz Liszt.
Das Projekt sah zwei Serien à 10 Konzerte also insgesamt zwanzig Konzerte pro Spielzeit vor. Zehn dieser Konzerte fanden im Herbst statt vor dem Beginn der Spielzeit des Gran Teatre del Liceu, die restlichen zehn im Frühling, nachdem die Spielzeit des Gran Teatre beendet worden war. Mit dieser Organisation wurden die Orchestermitglieder, die gleichzeitig im Ensemble des Gran Teatre del Liceu spielten, nicht in Zeit- und Einsatzkonflikte gebracht.

## Aktive Phase
Zu Beginn des Projektes gewährte die Barceloneser Musikwelt dem neuen Orchester nur wenig Aufmerksamkeit. Das Orchester festigte sich jedoch in kurzer Zeit und erreichte ein hohes künstlerisches Niveau. Dieses ermöglichte die Aufführung von komplexen, bis dato in Barcelona noch nicht aufgeführten Werken, wie Bachs große Oratorien, die Jahreszeiten und die Schöpfung von Haydn (1932), Davide penitente von Mozart (1933), eine Messe von Franz Schubert oder die Psalmensinfonie von Igor Strawinski sowie die Missa solemnis, die Neunte Sinfonie und Christus am Ölberge von Beethoven. Bei der Aufführung von großen Chorwerken arbeitete das Orchester mit den Chören Orfeó Gracienc und dem Orfeó Català zusammen.

### Wirken in Barcelona
Zunehmend zogen Casals und das Orchester international Solisten von Rang an. Mit dem Orchester traten unter anderem folgende Künstler auf: Gaspar Cassadó (ab 1921 mehrmals), Wanda Landowska (1921), Alfred Cortot (1922, 1927, 1929, 1933), Alfredo Casella am Klavier (1922), Mieczysław Horszowski, Elisabeth Schumann (1923), Blanche Selva (1926), Jacques Thibaud (1927, 1929), Eugène Ysaÿe (in seinem letzten Auftritt als Solist bei Beethovens Violinkonzert), Horace Britt, Harold Bauer (1927), Donald Francis Tovey (1927 und 1928), Charles Panzéra, Ildebrando Pizzetti, Baltasar Samper, Robert Gerhard (1931), Joan Manén, Arnold Schönberg (1932), Erich Wolfgang Korngold und Pierre Fournier (1934). In Beethovens Neunter Sinfonie wirkte die berühmte Liedsängerin Conxita Badia mit, die insgesamt mehr als dreißig Mal mit dem Orchester auftrat.
Das Orchester dirigierten unter anderem Adrian C. Boult, Serge Koussevitzky (1922), Béla Bartók, Richard Strauss, Igor Stravinski, Max von Schillings (1925), Alexander von Zemlinsky, Manuel de Falla (1926), Eugène Ysaÿe (1927), Joaquín Turina (1928), Alfredo Casella (1929), Vincent d’Indy (1930), Ernesto Halffter, Ildebrando Pizzetti (1931), Anton Webern (1931, 1936), Arnold Schönberg (1932), Enrique Fernández Arbós (1932, 1935), Fritz Busch (1933, 1934), Joaquim Zamacois, Jaume Pahissa i Jo, Enric Morera, Joaquim Serra, Erich Wolfgang Korngold (1934), Ernest Ansermet, Hermann Scherchen (1936) und Arthur Honegger.
Außerdem kooperierten regelmäßig Musiker wie Eduard Toldrà, Joan Lamote de Grignon, Emili Vendrell, Mercè Plantada, Emili Sagi-Barba, Alexandre Vilalta, Blai Net und Concepció Callao mit dem Orchester.
Von folgenden Komponisten gab das Orchester Erstaufführungen: Juli Garreta (Les illes Medes, 1923; Concert per a violí i orquestra, 1925), Jaume Pahissa i Jo (Sinfonietta, 1921; Monodia, 1925; Suite intertonal, 1926), Manuel Blancafort (El rapte de les sabines, dt.: „Der Raub der Sabinerinnen“) und von Pau Casals selbst die Sardana per a 32 violoncels (1929). Die Uraufführung des Konzertes für Cembalo und fünf Instrumente von Manuel de Falla im Jahr 1926 wurde von fünf Musikern des Pau Casals Orchestra unter der Leitung des Komponisten durchgeführt. 1936 uraufführte Hermann Scherchen mit dem Solisten Louis Krasner das Konzert für Violine und Orchester „Dem Andenken eines Engels“ von Alban Berg.

### Wirken außerhalb Barcelonas
Das Orchester trat auch außerhalb des Palau de la Música auf, z. B. in Barcelona 1925 im Coliseum und im Gran Teatre del Liceu, 1926 im Teatre Circ Olympia. Am 15. April 1931 gab das Orchester zur Proklamation der Republik ein Konzert mit Beethovens Neunter Sinfonie im Palau Nacional de Montjuic. Am selben Ort gab das Orchester 1934 ein Konzert der Stadt Barcelona zu Ehren von Pau Casals. Es trat auch in kleineren Städten Kataloniens wie beispielsweise 1927 in El Vendrell, dem Geburtsort von Casals, auf. Im Mai 1924 trat das Orchester im Pariser Rathaus und im Théâtre des Champs Élysées in Paris auf. Versuche, Konzerte im restlichen Spanien z. B. in Sevilla oder auch in anderen Ländern (Südamerika) zu geben, scheiterten. Auftritte im nationalsozialistischen Deutschland schloss Pau Casals in einer Antwort auf Wilhelm Furtwängler 1933 für sich als Solist, aber wohl auch für das Orchester, kategorisch aus.

### Wirken im Sozialen
Seit 1926 spielte das Orchester für die von Pau Casals gegründete Associació Obrera de Concerts (dt: Arbeiterkonzertvereinigung). Ziel dieser Organisation war es, Arbeitern und bildungsfernen Schichten einen Zugang zu klassischer und zeitgenössischer Musik zu ermöglichen. Gegen eine geringe Jahresgebühr von sechs Peseten konnten Teilnehmer sechs Konzerte im Jahr (immer an einem Sonntagmorgen) abonnieren und besuchen.
Diese eigentlich den Orchester-Partnern vorbehaltenen Konzerte erzielten großen Erfolg und halfen dabei, die Musik einem Publikum zugänglich zu machen, das bisher keinen Zugang zu diesem Bereich der Kultur hatte. Zudem wirkten solche Veranstaltungen sozial integrierend. Casals selbst äußerte sich zum Erfolg dieser speziellen Konzertserien folgendermaßen: „Die Anerkennung dieser Arbeiter bedeutete mir mehr als jeder Applaus, den ich jemals erhalten hatte.“ Dieses soziale Konzept Casals’ wurde später in zahlreichen anderen Städten nachgeahmt.

## Ende
In den Jahren der Republik bestand seitens der Generalitat de Catalunya die Absicht, das Orchester als Orquestra de Catalunya in ein Nationalorchester umzuwandeln. Der Beginn des Spanischen Bürgerkrieges verhinderte dieses. Im Jahr 1936 sollte das Orchester die Olimpíada Popular de Barcelona, die sogenannte Volksolympiade und offizielle Gegenveranstaltung zu den Olympischen Sommerspielen 1936 von Berlin im Teatre Grec von Barcelona eröffnen, bei der die Neunte Sinfonie von Beethoven aufgeführt werden sollte. Während der öffentlichen Proben im Palau de la Música wurde die Nachricht des Militäraufstandes vom 18. Juli 1936 publik. Casals erzählte, wie anschließend das Orchester, die Solistin Conxita Badia und der Chor Orfeó Gracienc den letzten Satz der Beethoven-Sinfonie als Lied des Friedens vor leeren Rängen interpretierten. Das eigentliche Konzert wurde nie durchgeführt. Die anschließenden Bürgerkriegsereignisse und die Repression der katalanischen Kultur in der Franco-Diktatur verhinderten die Rückkehr bzw. eine Reetablierung des Orchesters. Dessen Gründer und Leiter Pau Casals ging etwas später in das südfranzösische Prades ins Exil. Somit war die öffentliche Geschichte des Orquestra Pau Casals im Juli 1936 beendet.

## Zeugnisse
Es gibt mehrere Tonträgeraufnahmen mit dem Orquestra Pau Casals. Eine bekannte Aufnahme vom Juni 1929 gibt das Doppelkonzert von Johannes Brahms mit Pau Casals am Cello und Jacques Thibaud an der Violine unter der Leitung von Alfred Cortot wieder.